# Chelon labrosus
El Muble, Lisa o Corcón (Chelon labrosus), es una especie de pez marino de la familia mugílidos, distribuida por la costa noreste del océano Atlántico, mar Mediterráneo, mar del Norte, mar Báltico y el mar Negro.

## Importancia para el hombre
Su pesca es frecuente pues es bien comercializado, empleándose también en la pesca deportiva; también es usado para su mantenimiento en acuarios públicos. Sin embargo, alcanza un precio bajo en el mercado.

## Anatomía
La longitud máxima descrita normalmente es de unos 32 cm, aunque se han descrito capturas mucho mayores. En la aleta dorsal tiene 5 espinas por delante y separadas de unos 7 a 9 radios blandos, mientras que en la aleta anal tiene 3 espinas y unos 8 a 9 radios blandos.

## Hábitat y biología
Vive cerca del fondo, siendo un pez catádromo, que vive en el mar y se introduce en lagunas costeras y estuarios de los ríos para reproducirse. Es ovíparo, reproduciéndose durante el invierno. Tiende a migrar hacia el norte durante el verano conforme suben las temperaturas.
Se alimenta principalmente de diatomeas bentónicas, algas epifíticas, pequeños invertebrados y de detritus.